# Pyrenejský ovčák
Pyrenejský ovčák (anglicky: Pyrenean Shepherd, francouzsky: Chien de berger des Pyrénées) je španělsko-francouzské psí plemeno, často chované i v Česku. Existují dvě varianty: Pyrenejský ovčák s dlouhou srstí v obličeji a pyrenejský ovčák s krátkou srstí v obličeji. Obě dvě varianty mají vlastní standardy.

## Historie

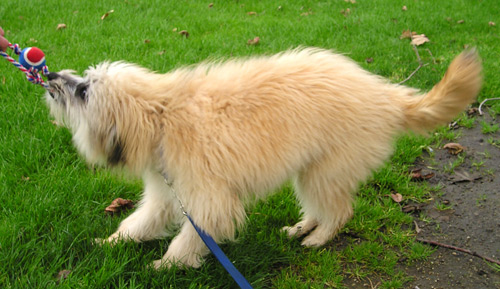
Pyrenejský ovčák s dlouhou srstí v obličeji

Pyrenejský ovčák je nejmladší z francouzských pasteveckých plemen a přestože bylo šlechtěno převážně ve Španělsku, oficiální zemí původu dle Mezinárodní kynologické federace je Francie. Přestože samotný pyrenejský ovčák je plemeno poměrně mladé a nové, jeho předky bychom hledali v Asii před více než tisícem let. Na pyrenejský poloostrov se tito psi dostali se svými majiteli-pastevci, jakožto hlídači stád hospodářských zvířat, nejčastěji ovcí. Nejčetnější chovy těchto psů se nacházeli v oblasti mezi Lurdami a Gavarnií. Tito původní psi měli dlouhou srst v obličeji, varianta s krátkou byla vyšlechtěna až později.

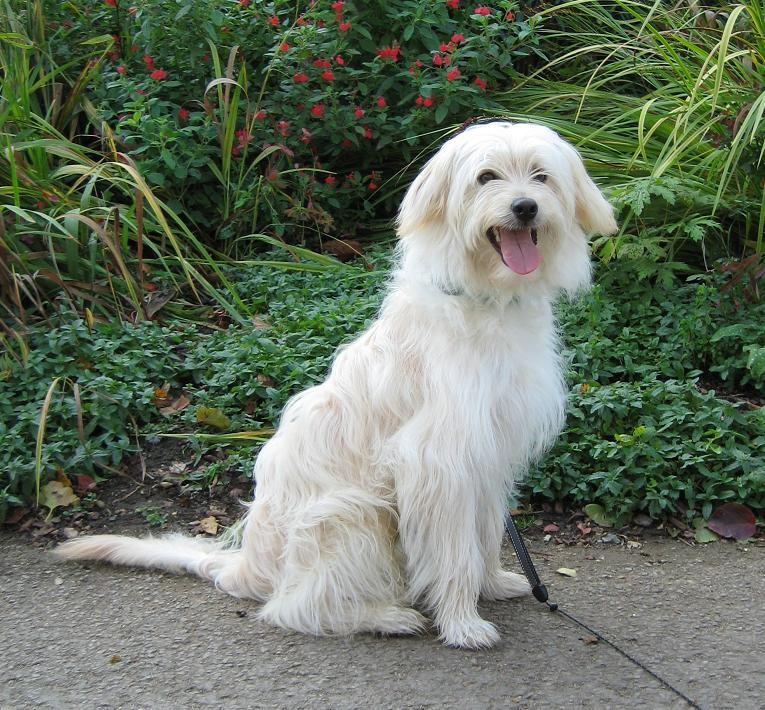
Čistě bílý jedinec

Pyrenejský ovčák se na veřejnosti poprvé prosadil jako služební pes za první světové války. Pro vojenské účely se začal využívat roku 1916 a využíval se především jeho čich, sekundárně i rychlost. První standard pyrenejského ovčáka byl vytvořen mezi lety 1921 až 1925. Jednalo se ale pouze o dokument sestavený skupinou lidí vedených plukovníkem Toletou, proto bývá za první oficiální standard považován až ten, vydaný roku 1990.
V současnosti se jedná o plemeno běžné i v České republice, i když je často laiky zaměňováno za pouliční směsku.

## Vzhled
Pyrenejský ovčák je středně velký, lehce stavěný pes s jemnou konstrukcí. Jeho tělo je dobře osvalené a poměry jednotlivých částí přiměřené. Srst, která pokrývá celé tělo, je hustá, v různých odstínech od rezavá až po tmavě šedou. U varianty s dlouhou srstí v obličeji zasahuje i do očí a na dotek je jemnější a hladší, naopak varianta s krátkou srstí v obličeji má srst hrubší a mírně zplihlou. Hmotnost se pohybuje od 23 do 32 kg (feny jsou lehčí) a výška v kohoutku mezi 35 a 54cm.

### Rozdíly mezi variantami
Pyrenejský ovčák s dlouhou srstí v obličeji se od toho s krátkou srstí v obličeji neliší jen délkou srstí. Obecně platí, že ti se dlouhou srstí v obličeji jsou o něco menší i lehčí, dále také jejich srst může zakrývat oči psa, současně ale platí, že je možné (a poměrně časté), že do vrhu pyrenejských ovčáků s delší srstí se narodí jedinec se srstí krátkou. Naopak varianta s krátkou srstí v obličeji je vyšší, těžší a celkově mohutnější, což lze nejvíce poznat na nohách. Jejich srst na obličeji nesmí zakrývat oči.

## Povaha
Povahově je pyrenejský ovčák milý, přátelský, hravý a energický pes. Je inteligentní, bystrý a učenlivý, často také bývá silně závislý na svém majiteli či rodině, což může vést až k separační úzkosti. Má téměř nevyčerpatelnou zásobu energie a vyžaduje hodně pohybu a zaměstnání, pokud mu jej není dopřáno, psi začínají být úzkostliví až agresivní. Psi (samci) jsou mírně dominantní, ale nikoliv tvrdohlaví a pokud jim majitel jasně dá najevo, kdo je vůdce smečky, zůstanou mu věrnými a loajálními společníky. Jsou to ostražití psi, kteří neznámé lidi ignorují a zároveň jsou to dobří hlídači, kteří hlasitě upozorní na každého kolemjdoucího a v případě potřeby dokáží bránit jak majetek tak majitele. Mají vyvinutý lovecký instinkt a dobře vyvinutý čich, o čemž svědčí i to, že byli často využíváni pro vojenské účely.